# Жабче (Житомирская область)
Жабче (укр. Жабче) — село на Украине, основано в 1838 году, находится в Коростенском районе Житомирской области. Расположено на реке Кремно.
Код КОАТУУ — 1822382603. Население по переписи 2001 года составляет 502 человека. Почтовый индекс — 11510. Телефонный код — 4142. Занимает площадь 1,442 км².

## Адрес местного совета
11552, Житомирская область, Коростенский р-н, с.Купище, ул.Поварова, 62